# Grays Harbor County
Grays Harbor County ist ein County im Bundesstaat Washington der Vereinigten Staaten. Das U.S. Census Bureau hat bei der Volkszählung 2020 eine Einwohnerzahl von 75.636 ermittelt. Der Sitz der Countyverwaltung (County Seat) befindet sich in Montesano, die größte Stadt ist Aberdeen.

## Geographie
Das County hat eine Fläche von 5761 Quadratkilometern; davon sind 797 Quadratkilometer (13,83 Prozent) Wasserfläche. Angrenzende Countys sind das Jefferson County im Norden, das Mason County im Nordosten, das Thurston County im Osten und Südosten, das Lewis County im Südosten und Süden, sowie das Pacific County im Süden. Westlich liegt der Pazifische Ozean. Zwei Indianerreservate liegen zumindest teilweise auf dem Gebiet des Countys, die Chehalis Indian Reservation und die Quinault Indian Reservation am Lake Quinault.
Zur Geographie des Countys gehören unter anderem die Flüsse Chehalis River und Humptulips River, die sich beide in Grays Harbor entleeren, sowie der Quinault River, der den Lake Quinault durchfließt, Satsop River, sowie Wynoochee River mit dem 1972 errichteten Stausee.
Außerdem hat das County einen Anteil an der Olympic-Halbinsel mit den Olympic Mountains, dem Olympic National Park und dem Olympic National Forest. Die Colonel Bob Wilderness ist ein weiteres Schutzgebiet unter Aufsicht des Bundes.

## Geschichte
Das County wurde am 14. April 1854 als Chehalis County aus dem Thurston County gebildet und erhielt 1915 seinen heutigen Namen. Benannt wurde es nach Grays Harbor, einem Ästuar an der südwestlichen Ecke des Countys, der wiederum nach dem Seefahrer Robert Gray benannt ist, der ihn am 7. Mai 1792 entdeckte und befuhr.

## Demographische Daten

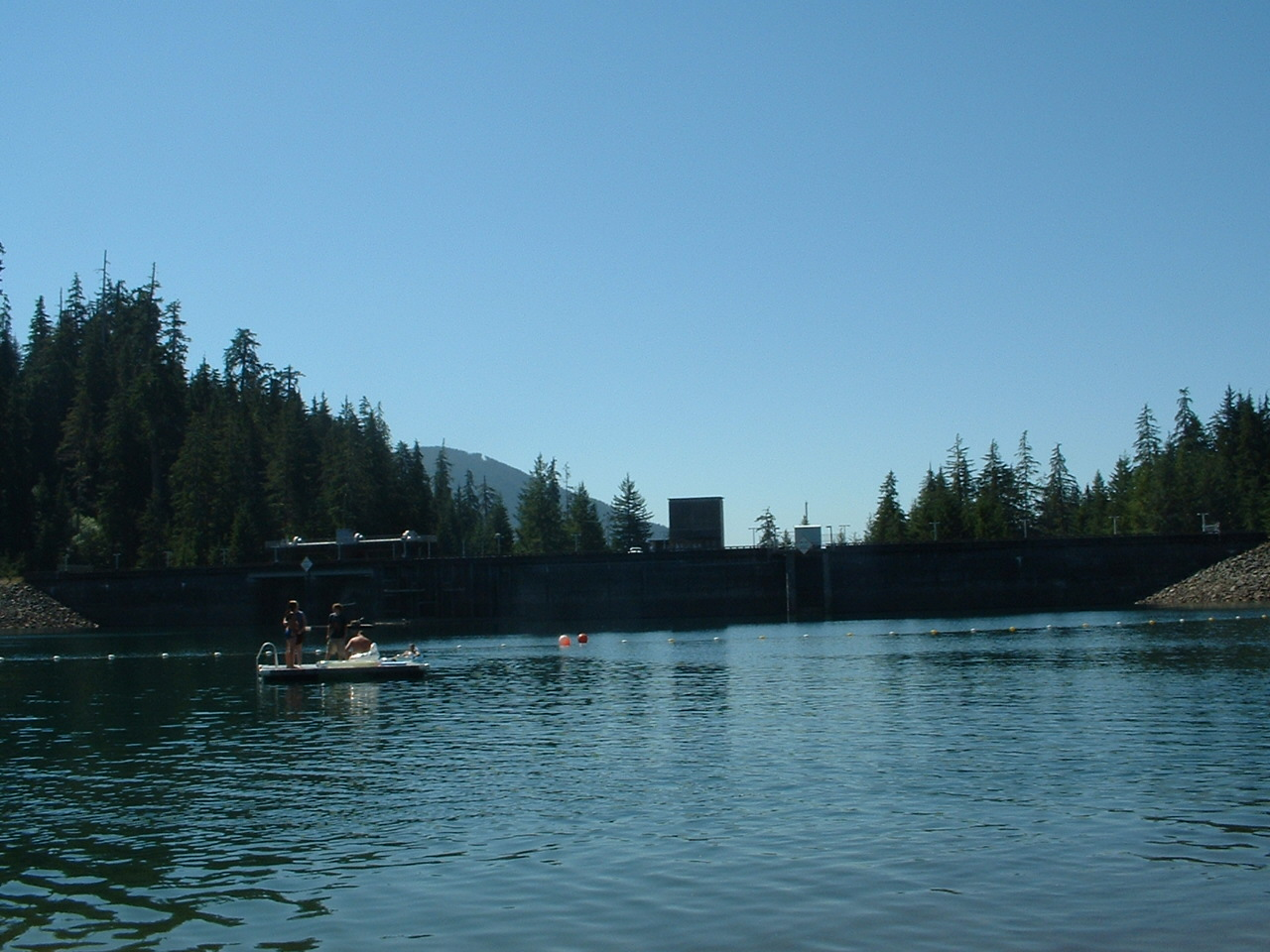
See am Wynoochee Dam

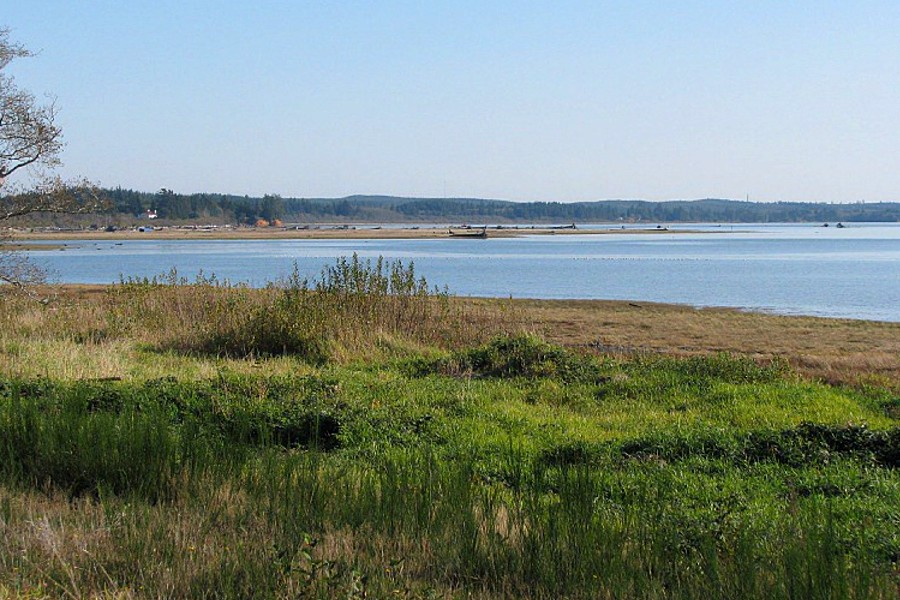
Mündung des Humptulips Rivers

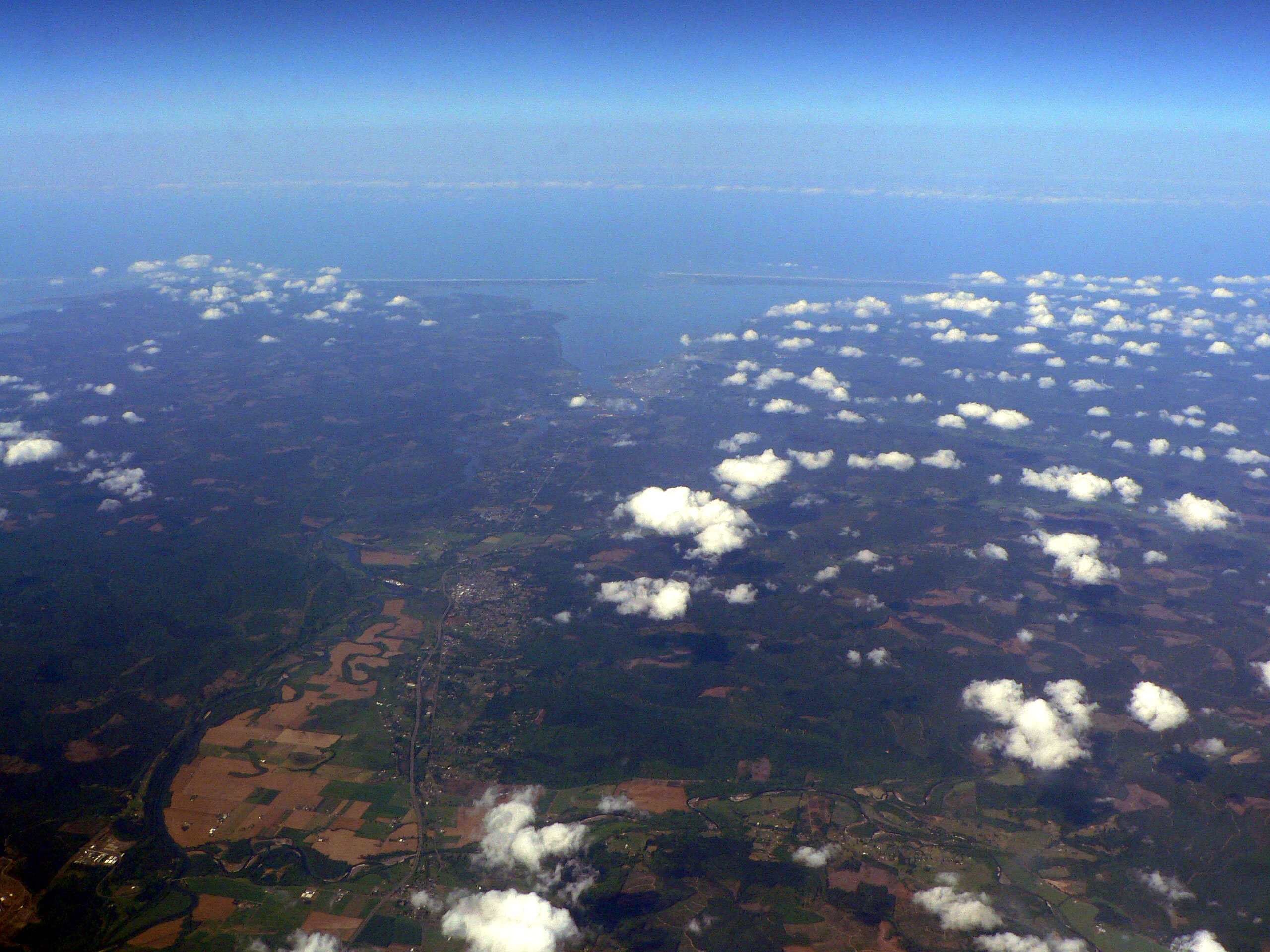
Luftaufnahme der Mündung des Chehalis Rivers

Zum Zeitpunkt des United States Census 2000 bewohnten 67.194 Personen das County. Die Bevölkerungsdichte betrug 14 Personen pro Quadratkilometer. Es gab 32.489 Wohneinheiten, durchschnittlich 7 pro Quadratkilometer. Die Bevölkerung des Countys bestand zu 88,3 Prozent aus Weißen, 0,34 Prozent Schwarze oder African American, 4,66 Prozent Native American, 1,22 Prozent Asian, 0,11 Prozent Pacific Islander; 2,27 Prozent gaben an, anderen Rassen anzugehören und 3,1 Prozent nannten zwei oder mehr Rassen. 4,85 Prozent der Bevölkerung gaben spanische oder lateinamerikanische Abstammung an. Nach dem Ergebnis der Zählung hatten 16,3 Prozent deutsche Vorfahren, 11,9 Prozent stammten von US-Amerikanern ab, 9,9 Prozent von Briten, 9,2 Prozent von Iren und 6,1 Prozent Norwegern. 94,1 Prozent sprachen Englisch und 3,9 Prozent Spanisch als Muttersprache.
Die Bewohner des Countys verteilten sich auf 26.808 Haushalte, von denen in 30,5 Prozent Kinder unter 18 Jahren lebten. 50,7 Prozent der Haushalte stellen Verheiratete, 11,1 Prozent hatten einen weiblichen Haushaltsvorstand ohne Ehemann und 33,2 Prozent bildeten keine Familien. 26,7 Prozent der Haushalte bestanden aus Einzelpersonen und in 11,6 Prozent aller Haushalte lebte jemand im Alter von 65 Jahren oder mehr alleine. Die durchschnittliche Haushaltsgröße betrug 2,48 und die durchschnittliche Familiengröße 2,98 Personen.
Die County-Bevölkerung verteilte sich auf 25,7 Prozent Minderjährige, 7,9 Prozent 18–24-Jährige, 26,0 Prozent 25–44-Jährige, 25,0 Prozent 45–64-Jährige und 15,4 Prozent im Alter von 65 Jahren oder mehr. Das Durchschnittsalter betrug 39 Jahre. Auf jeweils 100 Frauen entfielen 98,8 Männer. Bei den über 18-Jährigen entfielen auf 100 Frauen 96,2 Männer.
Das mittlere Haushaltseinkommen im County betrug 34.160 US-Dollar und das mittlere Familieneinkommen erreichte die Höhe von 39.709 US-Dollar. Das Durchschnittseinkommen der Männer betrug 35.947 US-Dollar, gegenüber 24.262 US-Dollar bei den Frauen. Das Prokopfeinkommen im County war 16.799 US-Dollar. 16,1 Prozent der Bevölkerung und 11,9 Prozent der Familien hatten ein Einkommen unterhalb der Armutsgrenze, davon waren 21,6 Prozent der Minderjährigen und 9,4 Prozent der Altersgruppe ab 65 Jahren betroffen.

## Städte und Gemeinden im County
- Aberdeen
- Aberdeen Gardens
- Brady
- Central Park
- Chehalis Village
- Cohassett Beach
- Copalis Beach
- Cosmopolis
- Elma
- Grayland
- Hoquiam
- Humptulips
- Junction City
- Malone-Porter
- Markham
- McCleary
- Moclips
- Montesano
- Neilton
- Oakville
- Ocean City
- Ocean Shores
- Oyehut-Hogans Corner
- Satsop
- Taholah
- Westport

Hinzu kommen eine Reihe von Siedlungen, die durch das United States Census Bureau als zu Statistikzwecken definierte Siedlungsgebiete (Census-designated place) ausgewiesen sind:
- Alder Grove
- Aloha
- Amanda Park
- Bay City
- Bench Drive
- Carlisle
- Cedarville
- Chenois Creek
- Copalis Crossing
- Deckerville
- Garden City
- Gray Gables
- Grays Harbor City
- Grisdale
- Heather
- Hillgrove
- Melbourne
- New London
- Newton
- Nisson
- Ocosta
- Pacific Beach
- Preachers Slough
- Quinault
- Saginaw
- South Aberdeen
- South Elma
- South Montesano
- Whites
- Wishkah
- Woodlawn

### State Parks im Grays Harbor County
| - Griffiths-Priday State Park - Lake Sylvia State Park - Ocean City State Park | - Pacific Beach State Park - Twin Harbors State Park | - Westhaven State Park - Westport Light State Park |

### Fernstraßen
- U.S. Highway 12
- U.S. Highway 101
- Washington State Route 8

## Personen aus dem County
- Violetta Blue (* 1977) – Pornodarstellerin
- Kurt Cobain (1967–1994) – Musiker
- Dale Crover (* 1967) – Musiker
- Robert Motherwell (1915–1991) – Künstler
- Peter Norton (* 1943) – Softwareentwickler (Norton Utilities)
- Douglas Osheroff (* 1945) – Nobelpreisträger der Physik
- Buzz Osborne (* 1964) – Musiker
- Patrick Simmons (* 1948) – Musiker